# Laugh and Peace
Laugh and Peace（ラフ・アンド・ピース）は、音楽プロデュースユニット。andを記号化しLaugh & Peaceとも。
別名UNCO☆STAR（ユー・エヌ・シー・オー・スター）、KYO-KI（キョーキ）。1991年結成。
ボーカル、インストゥルメンタル、ゲームミュージック、リミックス、アレンジ、CM用の音楽などを手がけている。

## メンバー
- 景山 俊之（かげやま としゆき、1970年12月30日 - ）
奈良県大和郡山市出身。血液型A型。
- 廣田 幸一（ひろた こういち、1970年7月29日 - ）
大阪府富田林市出身。血液型O型。

## 略歴
- 1991年、音楽プロデュースユニット「KYO-KI」結成。
- 1999年、「ちょっときいてな」をリリース。関西では売り上げチャートトップ10に入るヒットとなった。これ以降「Laugh and Peace」という名前での活動が殆どとなり、実質的に改名する。
- 2004年、アニメ『アークエとガッチンポー』のオープニングテーマとして「ウラ・ガッチンポーのテーマ」を制作。初めて別名の「UNCO☆STAR」を使用する。

## UNCO☆STAR
UNCO☆STAR（ユー・エヌ・シー・オー・スター）は、Laugh and Peaceの別名であり、アニメ『アークエとガッチンポーてんこもり』に登場するユニットの名前である。
テレビ東京系列のアニメ『アークエとガッチンポー』『アークエとガッチンポーてんこもり』でのオープニングテーマ「ウラ・ガッチンポーのテーマ」の作詞・作曲・編曲・ボーカル、
また『アークエとガッチンポーてんこもり』のエンディングテーマ「パイパイパイプス バイバイバイ!」の作詞・作曲・編曲・ボーカルをした際に使用された。
また、2005年に発売されたCD「ウラ・ガッチンポーのテーマ」の3曲目の「叫べ!ガッチンポーのテーマ」の作詞・作曲・編曲・ボーカルでもこの名前は使用されている。

### メンバー
この名前で活動する際は景山、廣田も共に別名で活動する。誕生日なども異なっているが、正しいのは前述のほうなので間違いのないよう。
- ビック・ベン（1978年12月31日 - ）
廣田幸一。血液型A型。アニメでは成田剣が声優を務めている。
- ゲーリー（1979年1月1日 - ）
景山俊之。血液型AB型。アニメでは山口勝平が声優を務めている。

ユニット名UNCO☆STARはうんことリンゴ・スター、ビック・ベンは大便、ゲーリーは下痢が元ネタである。

## 作品

### KYO-KI名義
- AUDIO CHECK?（1997年2月25日）
- THE PRINCIPLE OF BEING FAIR AND JUST-是々非々主義（1998年4月15日）

### Laugh and Peace名義

#### シングル
- ちょっときいてな（1999年2月20日） - ボーカルは藤田陽子、エピックレコードジャパン
  - ちょっときいてな
  - ちょっときいてな(DELICIOUS MIX)
  - ちょっときいてな(ZANSHIN-NA MIX)
  - ちょっときいてな(BACKING TRACK)

- まさひこくん〜ちょっときいてな2（2008年9月17日）- ボーカルは岡田優佳、シンクシンクインテグラル
  - まさひこくん〜ちょっときいてな2
  - FIVE
  - チョットキイテッテ
  - fat man john
  - まさひこくん〜Melo-melo MIX
  - まさひこくん〜Yamamoto-san MIX

#### コンピレーションアルバム
- Freedom of Heart（2003年6月25日） - 「LISTEN IN CLEAR LIGHT Vol.3」(Jobutsu Project)、BMGファンハウス

#### リミックス曲
- Far away "Laugh & Peace MIX"（2000年12月13日） - 「M」（浜崎あゆみ）、エイベックス
- End of the World "Laugh & Peace MIX"（2001年1月31日） - 「evolution」（浜崎あゆみ）、エイベックス
- NEVER EVER "Laugh & Peace MIX"（2001年3月7日） - 「NEVER EVER」（浜崎あゆみ）、エイベックス
- Dearest "Laugh & Peace MIX"（2001年9月27日） - 「Dearest」（浜崎あゆみ）、エイベックス
- no more words "Laugh & Peace MIX"（2002年3月6日） - 「Daybreak」（浜崎あゆみ）、エイベックス

#### アレンジ曲
- Give Me Up（2004年6月2日） - 「デュオU&U」(W)、Zetima
- あまいかおり（2006年4月26日） - 「上海大腕」(藤井隆)、[R&C]
- 目がキライ（2006年4月26日） - 「上海大腕」(藤井隆)、[R&C]
- T&T（2006年4月26日） - 「上海大腕」(藤井隆)、[R&C]
- Get Down（2006年4月26日） - 「上海大腕」(藤井隆)、[R&C]
- T&T Remix version（2006年4月26日） - 「上海大腕」(藤井隆)、[R&C]
- なれそめ・ジ・エンド（2006年9月13日） - 「 大草原の小さなマシュー」(マシュー・弦也・南)、[R&C]
- おきぬけ・ジョーク（2006年9月13日） - 「 大草原の小さなマシュー」(マシュー・弦也・南)、[R&C]

#### ゲームミュージック
- ビブリボン（1999年12月9日） - PlayStation、ソニー・コンピュータエンタテインメント
- モジブリボン（2003年11月20日） - PlayStation 2、ソニー・コンピュータエンタテインメント

#### ゲームミュージックサウンドトラック
- モジブリボン オリジナルサウンドトラック（2004年3月24日） - キングレコード
- ビブリップル & ビブリボン オリジナルサウンドトラック（2004年7月7日） - キングレコード

#### CM
- 「DreamMail」ラジオCM（2004年） - エルゴ・ブレインズ、唄は廣田
- 「0033」ラジオCM（2004年） - NTTコミュニケーションズ、唄は廣田
- 「キッチンアクアショット」テレビCMサウンドロゴ（2004年） - ツムラ
- 「NBAストリートV3 マリオでダンク」テレビCMBGM（2005年） - エレクトロニック・アーツ
- 「旨チョコミルク」テレビCM BGM（2005年） - 赤城乳業
- 「AG NOSE」テレビCM BGM・サウンドロゴ（2006年） - ゼファーマ
- 「AG EYES」テレビCM BGM・サウンドロゴBGM（2006年） - ゼファーマ
- 「ガツンとみかん」テレビCM BGM（2006年） - 赤城乳業
- 「2006 FIFA ワールドカップ ドイツ大会」テレビCM BGM - エレクトロニック・アーツ
- 「濃厚旨ミルク」テレビCM BGM（2006年） - 赤城乳業

#### その他
- YESH!（2003年） - ワンダーベビルくんオープニングテーマ、日本放送協会、ボーカルは辻純子
- toto（2004年） - ブリンぶりん家エンディングテーマ、TBS
- RISE AGAIN（2004年） - フューチャービーンズ〜みらい豆エンディングテーマ、TBS、唄は廣田
- ムラーノ ウェブスペシャルコンテンツ（2005年） - 日産自動車

### UNCO☆STAR名義

#### シングル
- ウラ・ガッチンポーのテーマ（2005年2月23日） - アニプレックス
  - ウラ・ガッチンポーのテーマ - アークエとガッチンポー/アークエとガッチンポーてんこもりオープニングテーマ
  - パイパイパイプス バイバイバイ! - アークエとガッチンポーてんこもりエンディングテーマ
  - 叫べ!ガッチンポーのテーマ